# موتور جهانشاهی
موتور جهانشاهی یک منطقهٔ مسکونی در ایران است که در بخش اسماعیلی واقع شده‌است.